# Erik Berndalen
Erik Olov Berndalen, född den 5 maj 1981, är en svensk dirigent och musiker.

## Biografi
Berndalen är uppväxt i Arvika i en musikerfamilj och började spela kornett vid sju års ålder. Under tonåren framträdde han på ett antal nationella och internationella jazzfestivaler, deltog i flera TV-sända talangtävlingar och undervisades privat på Musikhögskolan Ingesund i trumpet och musikteori. 1999 vann Berndalen med gruppen “Trio Bödvar med vänner” Musik Direkts jazzfinal på Fasching i Stockholm och utsågs också till bäste solist i tävlingen. 2000 mottog han Svenska Tradjazzföreningens Louis Armstrong-stipendium.
Efter ett år som värnpliktig musiksoldat i Arméns Musikkår utbildades Berndalen vid Musikhögskolan i Malmö 2002–2007 i arrangering, komposition och musikteori med pedagogisk inriktning. Sedan 2016 är han anställd som universitetsadjunkt i musikteori vid samma institution och undervisar i bl.a. satslära, musikhistoria, ensembleledning och ämnesmetodik. Berndalen är också verksam som jazzmusiker i Malmöregionen sedan 2002, och har framträtt regelbundet med fr.a. Gunhild Carling Big Band, med tradjazzbandet Maritime Stompers och med sångerskan Josefin Björk Werner i flera olika konstellationer, t.ex. storbandet Josefin Björk Werner Swing Orchestra som han är kapellmästare för.   

## Dirigent
Erik Berndalen har undervisats i dirigering av Per Ohlsson, Patrik Andersson och Ole Kristian Ruud och har som dirigent specialiserat sig på blåsorkestermusik. Sedan 2013 är han dirigent och musikaliskt ansvarig för Hemvärnets Musikkår Eslöv och innehar en kaptensgrad inom hemvärnet. Han gästdirigerar också regelbundet hos Marinens musikkår i Karlskrona, bland annat ledde han kårens framträdande vid HM Konungens födelsedag på Kungliga Slottet i Stockholm 2014. Andra blåsorkestrar han dirigerat är t.ex. Livgardets Dragonmusikkår (brassband), Marinens Ungdomsmusikkår och Lunds Akademiska Blåsarsymfoniker. Bland de solister han samarbetat med återfinns Ale Möller, Gunhild Carling, Jan Lundgren och John Martin Bengtsson.

## Arrangör och kompositör
Erik Berndalen har arrangerat mycket musik för blåsorkester, framförallt för Marinens Musikkår i Karlskrona, och tilldelades 2013 Militärmusiksamfundets förtjänstmedalj ”Pro Musica Militare” i silver. Bland hans kompositioner återfinns bl.a. två stråkkvartetter, verk för symfoniorkester och kör samt tio marscher. I samband med firandet av H.M. Konungens 50 år på tronen 2023 skrev Berndalen jubileumsmarschen "För Sverige - i tiden", vilkens namn anspelar på kungens valspråk.
Ensembler som Berndalen arrangerat musik till är t.ex. Malmö Symfoniorkester, Norrköpings symfoniorkester, Göteborg Wind Orchestra, Västerås Sinfonietta och Jönköpings Sinfonietta. 2010 skrev han samtliga arrangemang till Naxos-produktionen “Symphonified” med DalaSinfoniettan.